# 胆道閉鎖症
胆道閉鎖症（たんどうへいさしょう、英: Biliary atresia; BA）とは、新生児〜乳児早期において、肝臓と十二指腸を繋ぐ肝外胆管が炎症性に破壊され、肝臓で胆汁鬱滞を引き起こす疾患である。肝外胆管破壊の機序は今だ不明であり、日本においては難病指定されている（指定難病296）。1万人あたりの出生率は1.03〜1.37程度と見積もられている。放置すると胆汁性肝硬変に移行するため、生後60日以内の肝門部腸吻合術（葛西手術）が推奨されている。手術で充分な減黄が得られなかった場合、自己肝での生存が難しくなった場合などには、肝移植も治療の選択肢となる。
かつては「先天性胆道閉鎖症」（英: Congenital biliary atresia; CBA）との呼称もあったが、現在では先天的な形成異常ではなく生後早期の炎症による肝外胆管破壊が機序として考えられており、専ら「胆道閉鎖症」と呼ばれている。

## 病態と疫学

胆道の模式図

肝臓で作られた胆汁は、左右の肝管から総肝管・胆嚢・総胆管（いわゆる肝外胆管）を通って十二指腸のファーター乳頭から排出される。胆道閉鎖症の患児では、生後早期にこの肝外胆管が炎症性に破壊され、胆汁の流れが堰き止められる。この結果、排出できない胆汁が上流の肝臓に蓄積され（胆汁鬱滞）、閉塞性黄疸を来す。このため患児では、直接ビリルビン優位の高ビリルビン血症を示す。放置すると肝内に鬱滞した胆汁によって胆汁性肝硬変が引き起こされ、致死的となるおそれがある。約85%で肝門部を主病変とし、この部分の線維化・結合織置換が見られるが、病変が肝内の小葉間胆管まで及ぶ例も多いという。
1万人あたりの出生率は1.03〜1.37程度と見積もられている。統計上女児の発生率が男児に比べやや高いことが知られている。また人種差・季節差などが報告されているが、調査は不十分である。明らかな遺伝性は報告されておらず、多因子遺伝の関係が示唆されている。海外では無脾症・多脾症（内臓錯位症候群）との合併が報告されているが、日本では海外に比して合併率が低い。ヨーロッパ・アメリカ合衆国で行われた症例調査では、およそ10%に脾臓異常との合併が見られ、Biliary atresia splenic malfomation syndrome (BASM) などと呼ばれている。
原因としては胆道形成異常説、何らかのウイルス感染説（レオウイルス、ロタウイルス、サイトメガロウイルス、エプスタイン・バーウイルス、パピローマウイルスなど）、自己免疫などの免疫異常説ほかが唱えられているが、どれも決め手に欠けている。

## 症状
病型によっては出生前診断できるが（肝門部嚢胞を来した例の出生前診断について報告がある）、多くは生後の便色異常で気付かれる。胎便の色が正常であったり、当初は黄疸や便色異常がはっきりしなかったりという例も多い。平成24年度より、母子手帳への便色カード掲載が義務化され、早期発見が試みられている。カードの1〜3番は明らかな異常として小児外科医への早期紹介が求められている。同様の便色カードは台湾でも実施・活用されている。
胆道閉鎖症の3徴として、「新生児期から乳児期早期に出現する便色異常、肝腫大、黄疸」が挙げられる。胆汁が腸管排泄されないため、ビリルビンによって便が着色されず、灰白色便となる。しかしながら、微量ではあるものの胆汁排泄が起きている場合（胆管が完全閉塞していない場合）は、淡黄色〜黄色便となることもある。胆汁鬱滞により、肝は腫大し、治療が遅れた例では肝硬変を来す。また、肝外胆管の閉塞により閉塞性黄疸、直接ビリルビン優位の高ビリルビン血症を来たし、この結果濃褐色尿となる。
胆汁に含まれる胆汁酸は脂質の吸収に不可欠であるため、患児では脂溶性ビタミン（ビタミンA・D・E・K）の吸収障害を来す。うちビタミンKは凝固系に必須の栄養素で、不足すると出血傾向を来す（ビタミンK欠乏性出血症）。患児の約4%は頭蓋内出血で発症し、神経学的後遺症を残すだけでなく時に死亡することもある。2次性ビタミンK欠乏性出血症の2〜3割が胆道閉鎖症児であるとの報告もある。患児にビタミンKを補充する際は、経口摂取ではなく静脈注射や筋肉注射することが望ましい。

## 診断
胆道閉鎖症の根治術は、実施日齢が早ければ早いほど有意に成績が良い。遷延性黄疸や便色異常（灰白色便など）、肝腫大を呈する患児では、できるだけ早く精査を行うことが求められる。
2018年に日本胆道閉鎖症研究会がまとめた「胆道閉鎖症診療ガイドライン」では、まず直接ビリルビンを含めた血液検査を行うことが簡便とされている。この段階で胆汁鬱滞が疑われた場合は、ビタミンK製剤の経静脈的投与を考える。十二指腸液採取検査では、胆汁が混入しておらず無色透明となる。腹部超音波検査では、肝門部の門脈前方に高輝度領域が見られることがあり、厚さ4ミリメートル以上で triangular cord sign 陽性とされる。また胆嚢の萎縮・描出不良を伴うこともある。肝胆道シンチグラフィでは、核種が肝臓に蓄積するものの、肝外へ排泄されない。かつては便のシュミット昇汞試験なども行われていたが、判定の難しさが問題である。また、これらの検査では、新生児肝炎など肝内胆汁鬱滞を来す疾患、先天性胆道拡張症やアラジール症候群、母乳性黄疸の遷延などを完全に鑑別することはできない。
これらの検査で胆道閉鎖症が否定できなかった場合、また疑い例となった場合は、早期に手術的な胆道造影（開腹ないし腹腔鏡、胆嚢経由で実施）を行って確定診断とする。胆道造影不能例では、手術時の肉眼所見で病型を決定する。現在日本では、肉眼所見・胆道造影所見を組み合わせ、基本型分類・下部胆管分類・肝門部胆管分類を行う胆道閉鎖症病型分類が広く用いられている。日本では1989年以来、胆道閉鎖症全国登録制度として発症例の登録が行われている。この結果をまとめた「胆道閉鎖症全国登録2018年集計結果」によれば、1989年から2018年までに3,478例が登録され、基本型分類ではIII型（肝門部閉塞）が2,968例、下部胆管分類ではb1（総胆管索状閉塞だが、総胆管組織は元々存在するもの）が2,039例、肝門部胆管分類ではν（結合織塊）が2,364例とそれぞれ最多である。

## 根治術
手術による胆道造影ないし肉眼所見で胆道閉鎖症と確定診断された場合、引き続いて根治術が行われる。根治術では閉塞した肝外胆管を可及的に切除し、肝管腸吻合術ないし肝門部腸吻合術が行われる。肝管腸吻合術は先天性胆道拡張症に準じた術式で、空腸を挙上脚として肝門部まで持ち上げ、直接肝管に縫い付けるものである。実施できるのは基本型分類 I型・II型など、吻合できるだけの肝管開存部がある症例に限られる。基本型分類で最多のIII型（肝門部閉塞）では同様の手術が行えず、肝門部の結合織を切除して、切離面を空腸挙上脚で覆うような肝門部腸吻合術が行われる。この手術は1959年に初報告した葛西森夫に因んで「葛西式」（または葛西手術、英: Kasai's procedure）とも呼ばれる。
挙上脚の肛門側では、単純Roux-en-Y吻合ないし人工腸弁（逆流防止弁、spur valve）付加のRoux-en-Y吻合による再建が主流となっている。人工腸弁は予後に寄与する術後胆管炎の予防を目的にしたものであるが、手術成績の違いはあまり見られず、近年では単純Roux-en-Y吻合が大半となりつつある。日本では、1980年代末から1990年代初頭にかけて完全外瘻術式が主流だったが、現在では姿を消している。
手術は生後60日以内に実施することが望ましく、これを超えると肝臓の線維化が進むために、手術後の胆汁排泄効果が弱まってしまうとされている。自己肝生存率や減黄率は、生後30日以内の手術で有意に高く、現在では発見後可及的早期の手術が推奨されている。

## 長期予後
根治術による黄疸消失率は概ね6割ほどである。充分な減黄が得られない場合、黄疸が再発した場合、胆汁性肝硬変の進行により自己肝での生存が難しくなった場合には、肝移植が行われることが多い。ドナーはそのほとんどを生体肝移植ドナーが占めている。黄疸の再発例では、再度葛西手術を行うことも提言されている。肝移植の有無に関わらず、1度起こった肝機能障害は改善までに時間が掛かる。
自己肝生存に対する予後因子として、増生胆管の形成、胆汁鬱滞・胆汁性肝硬変（線維化）の進行度などが挙げられる。胆道閉鎖症術後の患児では、日齢と共に増生胆管の増加が見られる。術後合併症としては、上行性胆管炎、肝硬変に引き続く門脈圧亢進症（これに伴う胃静脈瘤・食道静脈瘤、脾機能亢進症）、静脈瘤に伴う消化管出血、肝硬変に伴う肝肺症候群などが挙げられる。中でも上行性胆管炎や減黄の奏功率は肝予後に大きく寄与するため、術後は長期の抗菌薬・ステロイド・利胆剤（ウルソデオキシコール酸）投与が行われる。仁尾らは、抗菌薬を経静脈投与し、術後7日目からプレドニゾロンを開始する術後管理を提唱している。また、経口摂取開始と共にウルソデオキシコール酸を始めて利胆を図ると共に、胆汁不足で吸収低下する脂肪製剤や脂溶性ビタミン（ビタミンA・D・E・K）を補充するよう求めている。
「胆道閉鎖症全国登録2018年集計結果」によれば、全生存率は5年で89.5 %、10年で88.3 %、25年で85.3%であった。一方自己肝での生存率は、1年で73.6 %、5年で57.2 %、10年で50.4 %、25年で39.7%であった。